# Sindaci di Bucarest
Di seguito l'elenco dei sindaci di Bucarest (in romeno Primarul General al Municipiului București, «sindaco generale del municipio di Bucarest») e delle altre figure apicali equivalenti che si sono succedute nel corso della storia.

## Principato di Romania (1864-1881)
- Barbu Vlădoianu (7 agosto 1864 - 14 ottobre 1865)
- Constantin Iliescu (15 ottobre 1865 - marzo 1866)
- Dumitru Brătianu (marzo 1866 - 28 febbraio 1867)
- Panait Costache (1 marzo 1867 - novembre 1868)
- Panait Iatropol (novembre 1868 - maggio 1869)
- Gheorghe Grigore Cantacuzino (maggio 1869 - 31 gennaio 1870)
- Eftimie Diamandescu (1 febbraio 1870 - 30 settembre 1870)
- Christian Tell (12 novembre 1870 - 1 gennaio 1871)
- Constantin Alexandru Rosetti (1 gennaio 1871 - maggio 1871)
- Scarlat Crețulescu (18 maggio 1871 - 27 dicembre 1872)
- Barbu Vlădoianu (dicembre 1872 - 31 maggio 1873)
- Nicolae Constantin Brăiloiu (1 giugno 1873 - 30 settembre 1873)
- Gheorghe Manu (4 ottobre 1873 - 25 marzo 1877)
- Constantin Alexandru Rosetti (2 aprile 1877 - agosto 1877)
- Procopie Ioan Dumitrescu (agosto 1877 - novembre 1878, ad interim)
- Constantin Bosianu (dicembre 1878, ad interim)
- Dimitrie Cariagdi (21 dicembre 1878 - 24 novembre 1883)

## Regno di Romania (1881-1947)
- Michail Török (24 novembre 1883 - 30 gennaio 1884)
- Nicolae Fleva (31 gennaio 1884 - aprile 1886)
- Grigore Cerchez (aprile 1886 - maggio 1886, ad interim)
- Nicolae Manolescu (giugno 1886 - 31 luglio 1886)
- Grigore Cerchez (1 agosto 1886 - 21 novembre 1886, ad interim)
- Ion I. Câmpineanu (21 novembre 1886 - aprile 1888)
- Emilian Pake-Protopopescu (aprile 1888 - dicembre 1891)
- Dimitrie Orbescu (dicembre 1891 - giugno 1892)
- Grigore Triandafil (giugno 1892 - 31 gennaio 1893)
- Nicolae Filipescu (9 febbraio 1893 - 7 ottobre 1895)
- Petre S. Aurelian (ottobre 1895 - 31 dicembre 1895)
- Constantin F. Robescu (1 gennaio 1896 - aprile 1899)
- Nicolae Filipescu (aprile 1899 - giugno 1899)
- Barbu Ștefănescu Delavrancea (giugno 1899 - febbraio 1901)
- Emil Costinescu (febbraio 1901 - aprile 1901)
- Procopie Ioan Dumitrescu (aprile 1901 - novembre 1902)
- Constantin F. Robescu (novembre 1902 - dicembre 1904)
- Mihail G. Cantacuzino (dicembre 1904 - marzo 1907)
- C. Costescu Comăneanu (aprile 1907 - giugno 1907)
- Vintilă Brătianu (giugno 1907 - febbraio 1910)
- Procopie Ioan Dumitrescu (febbraio 1910 - gennaio 1911)
- Dimitrie Dobrescu (gennaio 1911 - ottobre 1912)
- Constantin I. Istrati (ottobre 1912 - marzo 1913)
- Grigore Gheorghe Cantacuzino (marzo 1913 - dicembre 1913)
- Ion Gheorghe Saita (gennaio 1914 - marzo 1914)
- Emil Petrescu (marzo 1914 - novembre 1916)
- Victor Verzea (novembre 1916 - giugno 1917)
- Dem. Bragadiru (giugno 1917 - agosto 1917)
- Ion Dobrovici (agosto 1917 - novembre 1918)
- Emil Petrescu (novembre 1918 - dicembre 1918)
- Constantin Hălăuceanu (dicembre 1918 - settembre 1919)
- Pandele Tarușanu (ottobre 1919 - gennaio 1920)
- Gheorghe Gheorghian (gennaio 1920 - febbraio 1922)
- Matei Gheorghe Corbescu (febbraio 1922 - dicembre 1922)
- Lucian Skupiewski (febbraio 1923 - aprile 1923)
- Ioan Emil Costinescu (aprile 1923 - aprile 1926)
- Anibal Teodorescu (aprile 1926 - luglio 1927)
- Ioan Emil Costinescu (luglio 1927 - novembre 1928)
- Gheorghe Gheorghian (dicembre 1928 - gennaio 1929, ad interim)
- Dem I. Dobrescu (febbraio 1929 - gennaio 1934)
- Alexandru Gh. Donescu (marzo 1934 - gennaio 1938)
- Constantin C. Brăiesku (gennaio 1938 - febbraio 1938)
- Iulian Peter (febbraio 1938 - settembre 1938)
- Victor Dombrovski (settembre 1938 - settembre 1940)
- Gheorghe I. Vântu (settembre 1940 - febbraio 1941)
- Rodrig Modreanu (febbraio 1941 - dicembre 1941)
- Constantin Florescu (dicembre 1941 - ottobre 1942)
- Ioan Rășcanu (ottobre 1942 - agosto 1944)
- Victor Dombrovski (agosto 1944 - giugno 1948)

## Repubblica Socialista di Romania (1947-1989)
- Nicolae Pârvulescu (agosto 1948 - febbraio 1949)
- Nicolae Voiculescu (febbraio 1949 - dicembre 1950)
- Gheorghe Roman (dicembre 1950 - dicembre 1951)
- Anton Tatu Jianu (gennaio 1952 - giugno 1952)
- Jean Ilie (luglio 1952 - marzo 1953)
- Crăciun Blidaru (aprile 1953 - gennaio 1954)
- Gheorghe Vidrașcu (gennaio 1954 - febbraio 1955)
- Ștefan Bălan (marzo 1955 - gennaio 1956)
- Anton Vlădoiu (febbraio 1956 - marzo 1958)
- Dumitru Diaconescu (marzo 1958 - aprile 1962)
- Ion Cosma (aprile 1962 - febbraio 1968)
- Dumitru Popa (febbraio 1968 - 24 aprile 1972)
- Gheorghe Cioară (24 aprile 1972 - 19 giugno 1976)
- Ion Dincă (19 giugno 1976 - 1 febbraio 1979)
- Gheorghe Pană (1 febbraio 1979 - 16 dicembre 1986)
- Constantin Olteanu (16 dicembre 1986 - giugno 1988)
- Radu Constantin (giugno 1988 - febbraio 1989)
- Barbu Petrescu (7 febbraio 1989 - 22 dicembre 1989)

## Repubblica di Romania (dal 1989)
| Sindaci nominati dal Governo (1989-1992)             | Sindaci nominati dal Governo (1989-1992) | Sindaci nominati dal Governo (1989-1992)                                   | Sindaci nominati dal Governo (1989-1992)             | Sindaci nominati dal Governo (1989-1992)        | Sindaci nominati dal Governo (1989-1992)                                           | Sindaci nominati dal Governo (1989-1992) | Sindaci nominati dal Governo (1989-1992) | Sindaci nominati dal Governo (1989-1992) |
| Nominativo                                           | Nominativo                               | Partito                                                                    | Partito                                              | Partito                                         | Partito                                                                            | Mandato                                  | Mandato                                  | Elezione                                 |
| Nominativo                                           | Nominativo                               | Partito                                                                    | Partito                                              | Partito                                         | Partito                                                                            | Inizio                                   | Fine                                     | Elezione                                 |
| ---------------------------------------------------- | ---------------------------------------- | -------------------------------------------------------------------------- | ---------------------------------------------------- | ----------------------------------------------- | ---------------------------------------------------------------------------------- | ---------------------------------------- | ---------------------------------------- | ---------------------------------------- |
|                                                      | Dan Predescu                             |                                                                            | Fronte di Salvezza Nazionale                         | Fronte di Salvezza Nazionale                    | Fronte di Salvezza Nazionale                                                       | 20 gennaio 1990                          | 23 luglio 1990                           | –                                        |
|                                                      | Ștefan-Constantin Ciurel                 |                                                                            | Fronte di Salvezza Nazionale                         | Fronte di Salvezza Nazionale                    | Fronte di Salvezza Nazionale                                                       | 24 luglio 1990                           | 16 novembre 1990                         | –                                        |
|                                                      | Nicolae Viorel Oproiu                    |                                                                            | Fronte di Salvezza Nazionale                         | Fronte di Salvezza Nazionale                    | Fronte di Salvezza Nazionale                                                       | 18 novembre 1990                         | 2 settembre 1991                         | –                                        |
|                                                      | Doru Viorel Pană                         |                                                                            | Fronte di Salvezza Nazionale                         | Fronte di Salvezza Nazionale                    | Fronte di Salvezza Nazionale                                                       | 3 settembre 1991                         | 23 febbraio 1992                         | –                                        |
| Sindaci eletti direttamente dai cittadini (dal 1992) |                                          |                                                                            |                                                      |                                                 |                                                                                    |                                          |                                          |                                          |
| Nominativo                                           | Nominativo                               | Partito                                                                    | Partito                                              | Coalizione                                      | Coalizione                                                                         | Mandato                                  | Mandato                                  | Elezione                                 |
| Nominativo                                           | Nominativo                               | Partito                                                                    | Partito                                              | Coalizione                                      | Coalizione                                                                         | Inizio                                   | Fine                                     | Elezione                                 |
|                                                      | Crin Halaicu                             |                                                                            | Partito Nazionale Liberale                           |                                                 | Convenzione Democratica Romena                                                     | 23 febbraio 1992                         | 16 giugno 1996                           | Elezione 1992                            |
|                                                      | Victor Ciorbea                           |                                                                            | Partito Nazionale Contadino Cristiano Democratico    |                                                 | Convenzione Democratica Romena                                                     | 16 giugno 1996                           | 12 dicembre 1996                         | Elezione 1996                            |
|                                                      | Viorel Lis (ad interim)                  |                                                                            | Partito Nazionale Contadino Cristiano Democratico    | 13 dicembre 1996                                | Convenzione Democratica Romena                                                     | 13 novembre 1998                         |                                          | Elezione 1996                            |
| Viorel Lis                                           |                                          | Convenzione Democratica Romena                                             | Partito Nazionale Contadino Cristiano Democratico    | 13 novembre 1998                                | 26 giugno 2000                                                                     | Elezione 1998                            |                                          |                                          |
|                                                      | Traian Băsescu                           |                                                                            | Partito Democratico                                  |                                                 | Partito Democratico                                                                | 26 giugno 2000                           | 6 giugno 2004                            | Elezione 2000                            |
|                                                      | Traian Băsescu                           | Alleanza Giustizia e Verità                                                | Partito Democratico                                  | 6 giugno 2004                                   | 21 dicembre 2004                                                                   | Elezione 2004                            |                                          |                                          |
|                                                      | Răzvan Gheorghe Murgeanu (ad interim)    | Alleanza Giustizia e Verità                                                |                                                      | Partito Democratico                             | 23 dicembre 2004                                                                   | Elezione 2004                            | 3 aprile 2005                            |                                          |
|                                                      | Adriean Videanu                          |                                                                            | Partito Democratico poi Partito Democratico Liberale |                                                 | Alleanza Giustizia e Verità (fino al 2007) Partito Democratico Liberale (dal 2007) | 3 aprile 2005                            | 18 giugno 2008                           | Elezione 2005                            |
|                                                      | Sorin Oprescu                            |                                                                            | Indipendente                                         |                                                 | Partito Social Democratico                                                         | 18 giugno 2008                           | 10 giugno 2012                           | Elezione 2008                            |
|                                                      | Sorin Oprescu                            | Unione Social-Liberale (fino al 2014) Unione Social Democratica (dal 2014) | Indipendente                                         | 10 giugno 2012                                  | 15 settembre 2015                                                                  | Elezione 2012                            |                                          |                                          |
|                                                      | Ștefănel Dan Marin (ad interim)          | Unione Social-Liberale (fino al 2014) Unione Social Democratica (dal 2014) |                                                      | Unione Nazionale per il Progresso della Romania | 15 settembre 2015                                                                  | Elezione 2012                            | 24 novembre 2015                         |                                          |
|                                                      | Ioan-Răzvan Sava (ad interim)            | Unione Social-Liberale (fino al 2014) Unione Social Democratica (dal 2014) |                                                      | Partito Nazionale Liberale                      | 24 novembre 2015                                                                   | Elezione 2012                            | 5 giugno 2016                            |                                          |
|                                                      | Gabriela Firea                           |                                                                            | Partito Social Democratico                           |                                                 | Partito Social Democratico                                                         | 5 giugno 2016                            | 29 ottobre 2020                          | Elezione 2016                            |
|                                                      | Nicușor Dan                              |                                                                            | Indipendente                                         |                                                 | Partito Nazionale Liberale Alleanza 2020 USR PLUS                                  | 29 ottobre 2020                          | 26 maggio 2025                           | Elezione 2020                            |
| Elezione 2024                                        | Nicușor Dan                              |                                                                            | Indipendente                                         |                                                 | Partito Nazionale Liberale Alleanza 2020 USR PLUS                                  | 29 ottobre 2020                          | 26 maggio 2025                           |                                          |
|                                                      | Stelian Bujduveanu (ad interim)          |                                                                            | PNL                                                  | 26 maggio 2025                                  | Partito Nazionale Liberale Alleanza 2020 USR PLUS                                  | in carica                                |                                          |                                          |